# Офтерсхайм
Офтерсхайм (нем. Oftersheim) — община в Германии, в земле Баден-Вюртемберг. 
Подчиняется административному округу Административный округ Хайдельберг. Входит в состав района Рейн-Неккар.  Население составляет 11 192 человека (на 31 декабря 2010 года). Занимает площадь 12,78 км².